# Motivation (песня Sum 41)
Motivation третий сингл из альбома «All Killer No Filler» канадской панк-группы Sum 41. Грэг Нори появляется на бэк-вокале.

## Песня в массовой культуре
- В телесериале Тайны Смолвилля в серии «Hothead» и в Malcolm in the Middle в серии «Reese Drives».
- Motivation играла в начале домашних игр хоккейной команды Детройт Ред Уингз в 2003 году.

## Список композиций

### Обычная версия
1. «Motivation»
2. «Machine Gun» (live)
3. «Crazy Amanda Bunkface» (live)
4. «Pain for Pleasure» (live)

### Специальное издание
1. Motivation
2. All She’s Got (Live)
3. Crazy Amanda Bunkface (Live)
4. What We’re All About (Live)

## Позиции в чартах
- #24 (США) (US Modern Rock)
- #21 (Великобритания)

## Исполнители
- Дерик «Bizzy D» Уибли — вокал, гитара
- Дэйв «Brownsound» Бэкш — гитара, бэк-вокал
- Джейсон «Cone» МакКэслин — бас, бэк-вокал
- Стив «Stevo 32» Джоз — барабаны, бэк-вокал